# Sitio de Siracusa (1298)
El sitio de Siracusa, ocurrido en 1298,  fue una de las batallas de la guerra de las vísperas sicilianas.

## Antecedentes
La muerte de Alfonso el Franco en 1291 dio origen, cuatro años más tarde, a un nuevo gran conflicto entre la corona de Aragón y el reino de Sicilia, pues Jaime II el Justo fue proclamado Rey de la Corona de Aragón y delegó el reino de Sicilia en su hermano menor, Federico II de Sicilia.
La paz de Anagni se firmó en 1295, y en ella Jaime el Justo cedía el Reino de Sicilia a los Estados Pontificios, y recibía del papa en compensación 12 000 libras tornesas y probablemente la promesa de infeudación de Córcega y Cerdeña. La boda de Jaime el Justo con Blanca de Nápoles, hija de Carlos II de Anjou, y el regreso de los tres hijos que Carlos II de Anjou había tenido que dejar como rehenes en Cataluña a cambio de su libertad en 1288 alteraron radicalmente la situación, pues los sicilianos se consideraron desligados de la fidelidad debida a Jaime II de Mallorca. En el mismo documento, Carlos de Valois renunciaba a la Corona de Aragón, y Jaime II devolvía Baleares a Jaime II de Mallorca, al que habían sido confiscadas por Alfonso el Franco.
Federico II de Sicilia contó con el apoyo de muchos dignatarios catalanes de Sicilia, y fue investido por el parlamento siciliano el 11 de diciembre de 1295 y coronado rey de Sicilia el 25 de mayo de 1296, nombrando el cargo de virrey y de capitán general de Sicilia a Guillem Galceran de Cartellà y capitán general de Calabria a Blasco de Alagón el Viejo, e iniciando una ofensiva en Calabria.
Los angevinos también fueron vencidos en la batalla de Le Castella cuando la escuadra de Roger de Lauria se dirigía a socorrer Rocca Imperiale, pero Lauria fue despojado de sus castillos sicilianos e intentó un levantamiento contra Federico II en Calabria, pero fue derrotado en la batalla de Catanzaro y volvió a Cataluña a formar una nueva escuadra en nombre de Jaime el Justo.
Jaime el Justo fue a Roma en 1297, donde recibió la investidura de Córcega y Cerdeña de manos de Bonifacio VIII, quien lo requirió para atacar a su hermano Federico, que se negaba a entregar Sicilia a la Iglesia ya los angevinos. Una vez preparada la nueva escuadra se dirigió a Nápoles, donde le esperaba la escuadra siciliana apostada en Ischia, que se retiró a Sicilia para defender la isla antes de que se reunieran los aragoneses con los napolitanos.

## El sitio

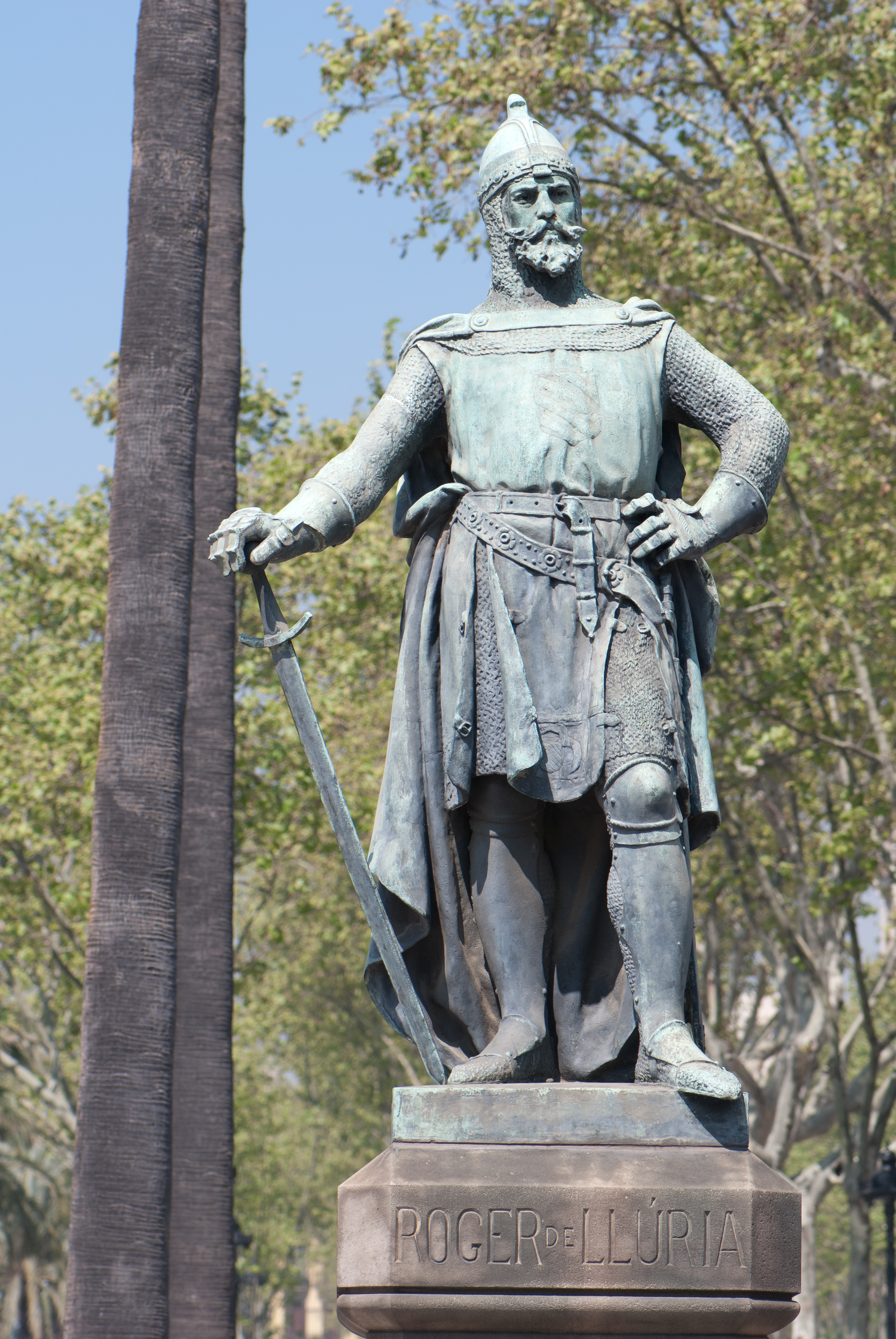
Roger de Lauria

La flota combinada, liderada por Roger de Lauria, desembarcó y tomó Patti, y escogió Siracusa como puerto para pasar el invierno; pero se encontró con una fuerte resistencia, y entretanto hubo una revuelta en Patti, dejando la guarnición aragonesa encerrada en el castillo. Jaime II el Justo envió a Juan de Lauria, sobrino de Roger, a socorrer a los sitiados por mar con veinte galeras, pero fue rechazado por los sicilianos, que fueron a su encuentro con veintidós dos naves desde Mesina y capturaron dieciséis de las naves aragonesas, incluido el almirante, que fue capturado y muerto después de un juicio.
Roger de Lauria se dirigió por tierra a Patti con sus tropas, que incluían a Roger de Flor y levantó el sitio.
Jaime el Justo levantó el cerco y marchó a Nápoles y luego a Barcelona.

## Consecuencias
El año siguiente, Jaime II el Justo preparó una nueva escuadra para atacar Sicilia, que venció en la batalla naval del cabo Orlando.

### Citas
1. ↑  «Crònica de Ramon Muntaner» (en catalán). Consultado el 18 de marzo de 2014. «Viquitexts».
2. 1 2  Quintana, M.J. (1996). «Roger de Lauria. Personajes de Aragón. General victorioso de la Escuadra Aragonesa en el Mediterráneo». Personajes de Aragón. Consultado el 18 de marzo de 2014.
3. ↑  Canal, Josep (1998). «Guillem Galceran de Cartellà (1230-1306). El comte "desperta ferro"». Remences.com (en catalán). Archivado desde el original el 24 de septiembre de 2015. Consultado el 18 de marzo de 2014.
4. ↑  «Jaume II de Catalunya-Aragó». Enciclopèdia.cat (en catalán). Consultado el 18 de marzo de 2014. (enlace roto disponible en Internet Archive; véase el historial, la primera versión y la última).
5. ↑  Atienza, Antoni (1987). «ELS VALENCIANS EN GRECIA (I)». cardonavives.com (en catalán). Consultado el 18 de marzo de 2014.